# Коловос, Димитрис
Димитриос (Димитрис) Коловос (греч. Δημήτρης Κολοβός; род. 27 апреля 1993, Афины) — греческий футболист, играющий за клуб «Паниониос» на позиции атакующего полузащитника или вингера.

## Клубная карьера

### «Паниониос»
Коловос начал играть в футбол в составе «Оропоса» из региональной лиги Афин. За «Оропос» выступал с начала 2009/10 сезона, в 2009 году ему удалось выиграть чемпионат среди любителей и подняться с клубом в четвёртый дивизион. Его талант начали замечать в профессиональных командах, через год он подписал контракт с «Паниониосом» из Суперлиги Греции. В начале он был игроком молодёжного состава, который занял 3-е место в чемпионате Греции U-20 2012 года. В то же время он играл в основном в качестве резервиста первой команды. В начале сезона 2012/13 под руководством Димитриоса Элефтеропулоса окончательно перебрался в первую команду, к нему проявляла интерес итальянская «Болонья», а также греческие гранды АЕК и ПАОК.
Коловос умел хорошо выбирать позицию на поле и обладал высокой техникой. Он считался одним из наиболее перспективных игроков клуба. В январе 2012 года команда, по сообщениям, отклонила предложение о трансфере Коловоса в «Фиорентину» за € 250000. В мае 2012 года он продлил контракт с клубом до 2016 года. В августе 2013 года он подписал контракт c «Олимпиакосом» на общую сумму € 750000, но сразу же отправился в аренду назад в «Паниониос».

### «Олимпиакос»
26 сентября 2015 года он дебютировал за «Олимпиакос» в домашнем матче против «ПАС Янина», выйдя на замену вместо Себы во втором тайме, его команда победила со счётом 5:1. 2 декабря 2015 года он забил свой первый гол за «Олимпиакос» в матче на кубок Греции против «Панегиалиоса», его команда победила со счётом 4:0. 7 января 2016 года он снова отличился в кубке, забив на выезде в ворота «Ханьи» (победа 4:1). Он закончил свой первый сезон в статусе чемпиона, имея в активе 11 матчей, 2 гола и 1 голевую передачу во всех соревнованиях.

### «Мехелен»
29 июля 2016 года дебютировал за «Мехелен» в домашнем матче против «Брюгге», выйдя на замену вместо получившего травму Сета де Витте в конце второго тайма, его команда проиграла со счётом 0:2. 10 сентября в шестом раунде бельгийской лиги Коловос забил свой первый гол за «Мехелен», чем принёс домашнюю победу над «Сент-Трюйден» со счётом 2:0. 22 октября он забил головой, установив окончательный счёт 2:0 в матче против «Мускрон-Перювельз». 10 декабря он снова забил «Мускрону», открыв счёт в выездной игре, его команда выиграла со счётом 4:1. 22 января 2017 года он сравнял счёт в домашней игре против «Вестерло», но соперник выиграл 2:1. 18 февраля года Коловос забил в матче против «Локерена», но всего через шесть минут его вынужденно заменили. В борьбе за мяч с соотечественником Георгиосом Галициосом из «Локерена» он получил разрыв крестообразной связки. На следующий день «Мехелен» объявил, что Коловос получил разрыв передней крестообразной связки на правом колене и не сможет играть 6—8 месяцев.
Несмотря на травму Коловоса, бельгийский клуб по-прежнему был заинтересован в выкупе игрока у «Олимпиакоса». 8 мая 2017 года «Мехелен» официально объявил о приобретении грека у «Олимпиакоса», стороны подписали трёхлетний контракт на сумму 700000 евро. После очень сложного периода, омрачённого травмой (235 дней вне игры), Коловос вернулся в состав в выездной игре против «Эйпен» 21 октября 2017 года. После посредственного сезона с «Мехеленом» (12 матчей в чемпионате, без результативных действий) Коловос подписал арендное соглашение с голландским клубом «Виллем II».

### «Омония»
28 декабря 2018 года Коловос согласился присоединиться к «Омонии» на правах шестимесячной аренды с опцией выкупа. 19 января 2019 года в своей третьей игре за клуб он был лучшим игроком матча против «Неа Саламина». Он вышел на замену и оформил дубль, а также отдал голевой пас Давиду Рамиресу, «Омония» выиграла со счётом 3:1.
29 марта 2019 года «Омония» выкупила Коловоса у «Мехелена», использовав опцию покупки, согласованную двумя командами в декабре 2018 года. «Омония» заплатила 120000 евро и подписала контракт с Коловосом на два с половиной года.

### «Панатинаикос»
18 июля 2019 года «Панатинаикос» подтвердил подписание трёхлетнего контракта с Коловосом за нераскрытую сумму. Полузащитник покинул «Омонию», забив четыре гола и отдав одну передачу в 18 матчах кипрского первого дивизиона. В новом клубе Коловос столкнулся с конкуренцией в лице Йоана Молло.

### «Шериф»
11 сентября 2020 года Коловос был отдан в аренду чемпиону Молдавии, «Шерифу». По итогам сезона 2020/21 он забил 12 голов и отдал девять передачам во всех соревнованиях, а его клуб выиграл чемпионский титул.
28 июля 2021 года «Шериф» выкупил контракт Коловоса. К нему проявляли интерес турецкие и израильские клубы, но он решил присоединиться к команде, которая будет играть в отборочных матчах Лиги чемпионов. 17 августа Коловос ударом с лёта вывел «Шериф» вперёд в домашнем матче 1-го раунда плей-офф Лиги чемпионов против «Динамо Загреб», его клуб победил со счётом 3:0. 25 сентября он оформил дубль в матче с «Динамо-Авто», соперник был разгромлен со счётом 7:0.

### Дальнейшая карьера
1 февраля 2022 года Коловос подписал контракт на 1,5 года с турецким «Коджаэлиспором» за неназванную сумму. 24 августа он вернулся в Грецию, подписав годичный контракт с клубом Суперлиги «Панетоликосом». 21 июня 2023 года Коловос в статусе свободного агента присоединился к индонезийскому «Дева Юнайтед».

## Карьера в сборной
Коловос сыграл много матчей за молодёжные сборные Греции. 9 ноября 2014 года тренер основной сборной Греции Клаудио Раньери объявил о первом вызове Коловоса (сменил травмированного Салпингидиса) на матч против Фарерских островов. Он дебютировал четыре дня спустя в товарищеском домашнем матче против Сербии.
19 марта 2019 года главный тренер сборной Греции Ангелос Анастасиадис вызвал Коловоса на матчи против Лихтенштейна и Боснии и Герцеговины в рамках квалификации Евро-2020. 26 марта 2019 года Коловос забил головой с подачи Зеки на 85-й минуте, сравняв счёт матча с Боснией и Герцеговиной (2:2). Это был его первый гол в сборной.

## Государственные награды
- Орден Почёта (30 декабря 2021 года, ПМР) — за большой вклад в развитие футбола, высокие спортивные достижения, волю к победе, стойкость и целеустремлённость, проявленные в самом престижном клубном турнире мира — Лиге чемпионов УЕФА, и в связи с 25-летием со дня образования закрытого акционерного общества "Спортивный клуб «Шериф»[29]